# Ephemera

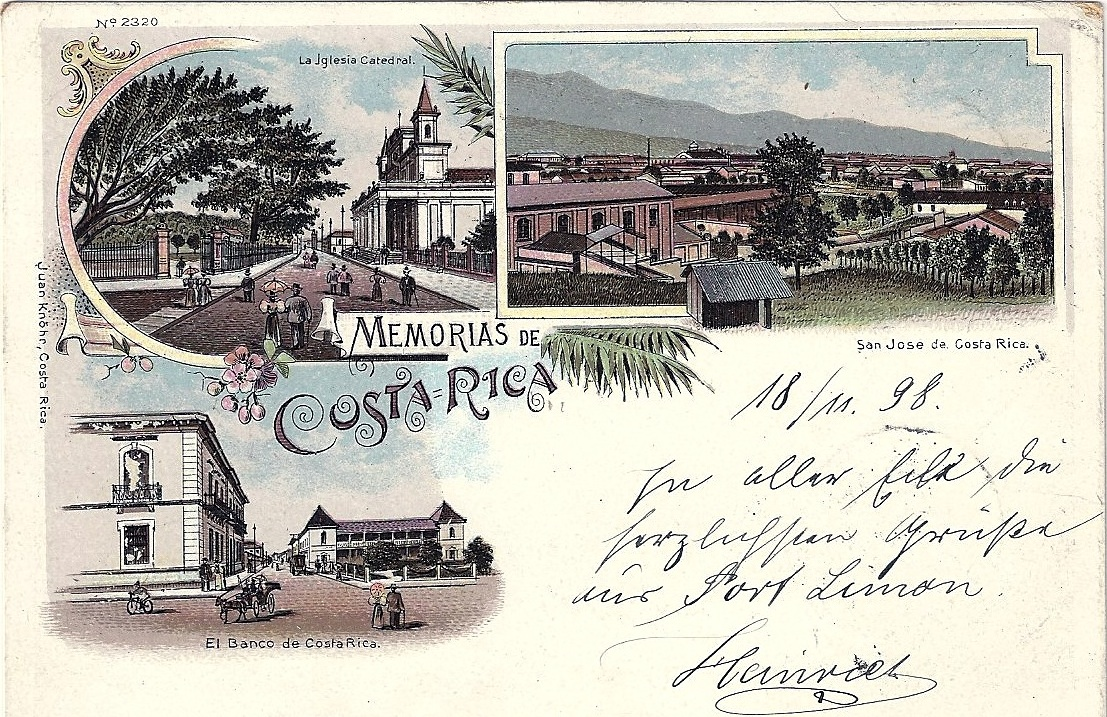
Tarjeta postal escrita y circulada en el año 1898. Es una de las postales más antiguas de Costa Rica.

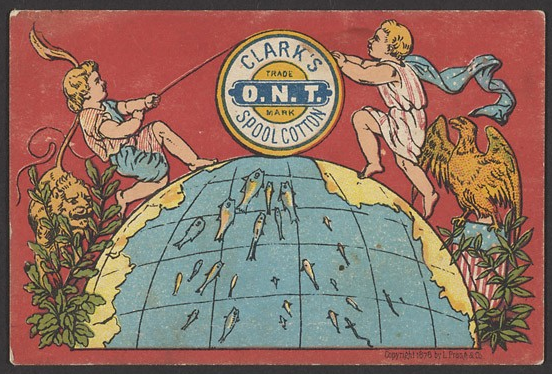
Anverso de calendario de bolsillo Clark de 1878

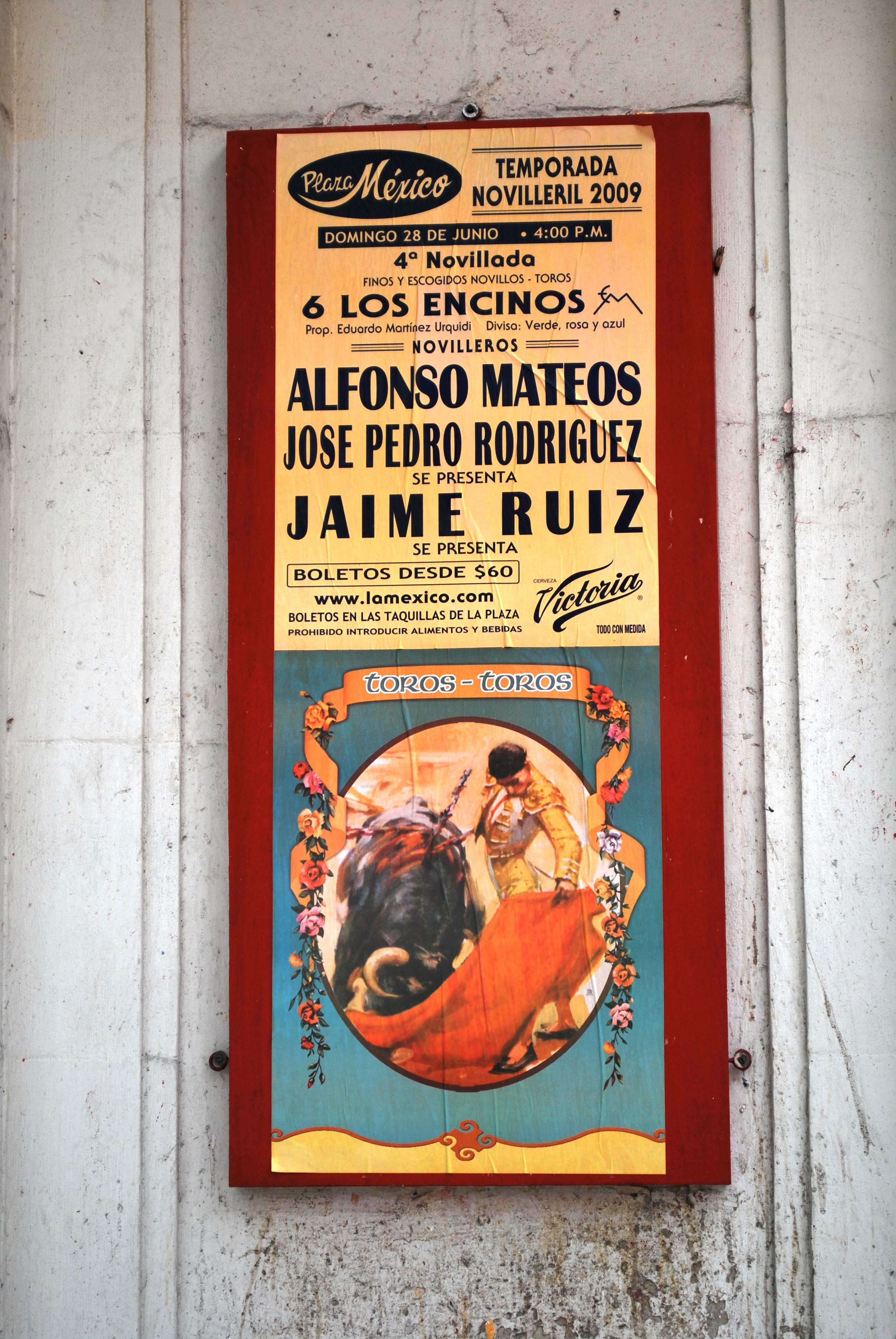
Cartel mexicano para una novillada (2009).

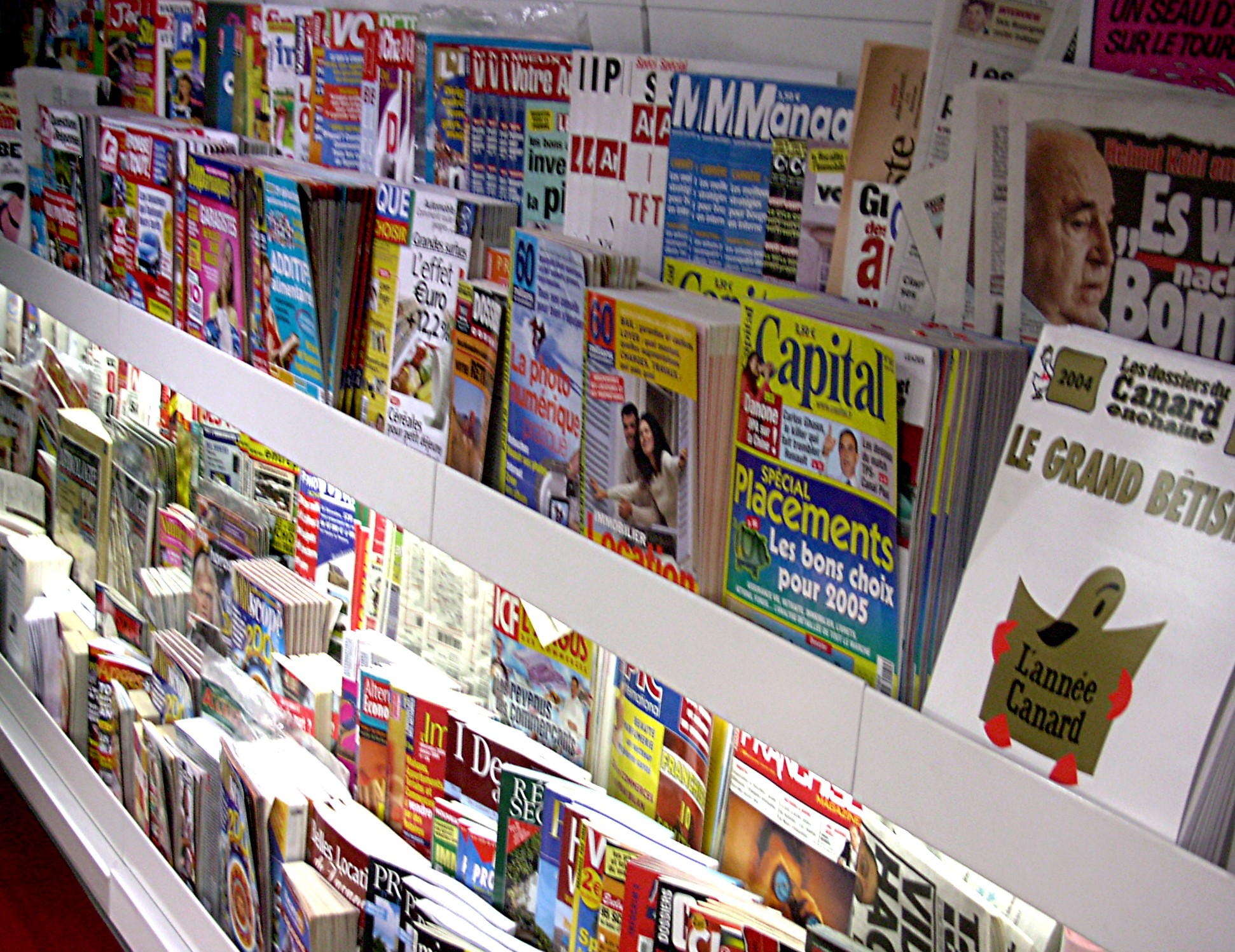
Revistas.

Ephemera son materiales escritos e impresos de corta duración que no son producidos para que se mantengan o se conserven.
La palabra deriva del griego y significa, cosas que no duran más de un día. Algunos materiales ephemera coleccionables son: marcadores de libros, catálogos, tarjetas de felicitación, cartas, folletos, postales, pósteres, certificados de acciones, entradas, boletos, calendarios de bolsillo, revistas… aunque existen más de 500 tipos de materiales ephemera.

## Etimología
Ephemera (ἐφήμερα) es un sustantivo, el plural neutro de ephemeron y ephemeros, griego y latín Nueva ἐπί - epi "sobre, por" y ἡμέρα - hemera "día", en el sentido antiguo se extiende a los efemerópteros (insectos de corta duración) y flores o algo que dura un día o un periodo corto de tiempo.

## Ephemera impresa
La primera vez que se usó el término para referirse a obras impresas de corta duración fue John Lewis en su obra Printed Ephemera. A partir de este momento surgen los estudios sobre lo que es ephemera, las colecciones que se incluyen dentro de sus límites y las mejores formas para su acceso y organización.
Para una biblioteca o para las ciencias de la información, el término ephemera también describe la clase de publicación de hojas sueltas o documentos únicos de una sola página que están destinados a ser desechados después de cada uso. Esta clasificación no incluye letras simples y las fotografías si no hay una impresión en ellos, que se consideren manuscritos o maquetaciones. Instituciones académicas, bibliotecas nacionales y museos pueden recopilar, organizar conservar y preservar el material ephemero como Historia. Un ejemplo de este tipo particularmente grande e importante es el archivo de John Johnson Colección de impresos ephemera.
 a la Biblioteca Bodleiana, Oxford. Unas 2000 imágenes de la colección John Johnson son accesibles para la búsqueda en línea en la web de VADS y más de 65,000 entradas son accesibles en línea.

## Vídeo y audio ephemera
Por extensión, los ephemera de vídeo y audio se refieren a los materiales no audiovisuales destinados a ser transitorios o no conservados. Sorprendentemente, la mayor parte del vídeo y del audio, hasta hace poco, han sido ephemera. Las primeras emisiones de televisión no fueron preservadas (de hecho, la tecnología para conservarlas es posterior a la invención de la televisión). Incluso si las emisoras de radio y televisión guardaban los archivos de sus emisiones, en la práctica son inaccesibles para el público en general, dejando a un pequeño comercio de cintas que cambian estos raros momentos, cuando algo de suerte, e inesperadamente se encuentra una emisión histórica.
Un artículo en la web de la Ephemera Society of America dice:

El Impreso ephemera dio paso a lo ephemera de audio y vídeo en el siglo XX. ... Estos presentan aún más de un problema de conservación de los materiales impresos. Aunque rara vez puesto a disposición de las bibliotecas, cuando cintas de video son adquiridos para la preservación de archivos que se encuentran que deben figurar en la cinta de baja calidad, mal elaborados, y dañado por el abuso de los usuarios.
Philips, Faye. «'I Like Ike': Collecting Political Ephemera». Archivado desde el original el 24 de abril de 2008. 

La gran capacidad y alcance que proporcionan los recursos, tales como el Archivo de Internet y YouTube han hecho posible poder encontrar y compartir video ephemera (pasado y presente) drásticamente más fácil.